# イフガオ州

イフガオ州

イフガオ州（イフガオしゅう、Province of Ifugao）は、フィリピン北部ルソン島のコルディリェラ行政地域（Cordillera Administrative Region, CAR）に属する州である。西にベンゲット州、北にマウンテン州、東にカガヤン・バレー地方のイサベラ州、南にヌエヴァ・ヴィスカヤ州に接している。面積は2,517.8km2、人口は202,802人（2015年）、州都は地方自治体の1つであるラガウェ（Lagawe）で、この州には都市はない。

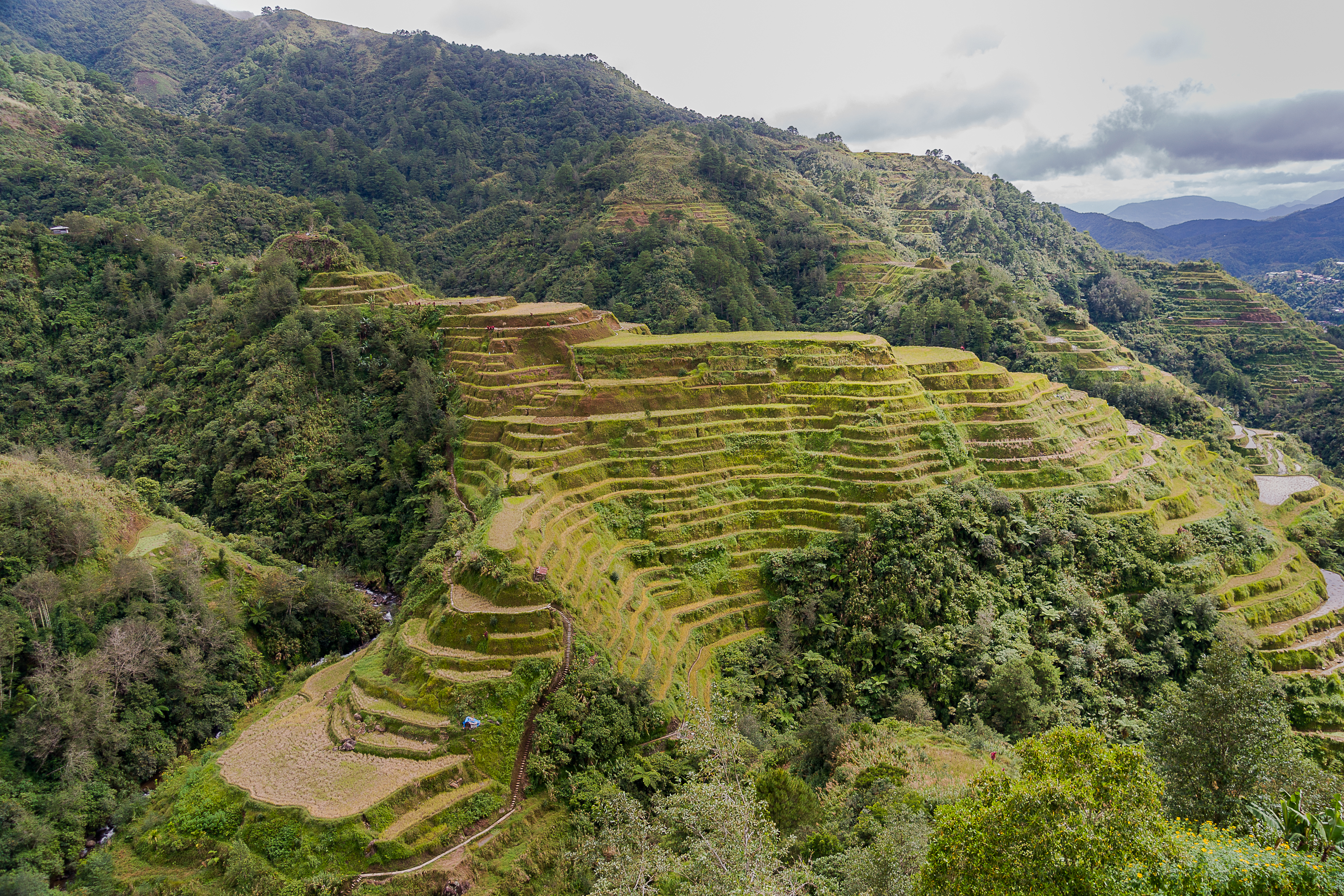
フィリピン・コルディリェーラの棚田群